# Commissione governativa di Sigmaringen
La Commissione governativa di Sigmaringen, nome storico della Delegazione governativa francese per la difesa degli interessi francesi in Germania, poi denominata Commissione governativa francese per la difesa degli interessi nazionali (6 settembre 1944 - 22 aprile 1945), fu il governo in esilio della Francia di Vichy, insediato dalle autorità tedesche in un'enclave francese appositamente decisa e creata da Hitler nel Reich, nell'ex castello degli Hohenzollern-Sigmaringen, nella piccola città sveva di Sigmaringen, nel sud-ovest della Germania, che riuniva ciò che restava della collaborazione francese con il regime nazista.

## Contesto militare e diplomatico

### Inizio della liberazione della Francia
Gli Alleati entrarono in Francia dalla Normandia il 6 giugno 1944 e avanzarono in tutte le direzioni, in particolare verso Parigi che fu liberata il 25 agosto. Il 15 agosto 1944 sbarcarono anche in Provenza, aprendo un secondo fronte che avanzava rapidamente verso nord. La Germania arretrava intanto su tutti i fronti, sia in Italia, dove Roma era stata liberata il 4 giugno, che sul fronte orientale dove i sovietici avevano lanciato il 22 giugno la potente operazione Bagration che schiacciava la Wehrmacht e i suoi alleati. La Germania stessa era colpita da bombardamenti su larga scala, che si intensificarono particolarmente nel 1944.
Giovedì 17 agosto 1944, Pierre Laval, capo del governo e ministro degli esteri di Vichy, tenne a Parigi il suo ultimo consiglio di governo con cinque ministri, tentando di riunire ciò che restava della XVI legislatura della Terza Repubblica francese, con l'accordo dei tedeschi e allo scopo di consegnar loro il potere e sbarrare così la strada ai comunisti e a de Gaulle. A tal fine, Laval ottenne l'accordo dell'ambasciatore tedesco Otto Abetz per riportare a Parigi Édouard Herriot (presidente della Camera dei deputati). Ma gli ultra-collaborazionisti Marcel Déat e Fernand de Brinon protestarono presso i tedeschi, che cambiarono idea, trasferendo Laval a Belfort insieme ai resti del suo governo «per assicurare la sua sicurezza legittima» e arrestarono Herriot.

### Pressioni tedesche sul governo di Vichy e trasferimento delle autorità in Germania
I tedeschi volevano tenere in piedi un simulacro di «Governo francese» con la speranza di stabilizzare il fronte nell'Est della Francia e nel caso di un'eventuale riconquista.
Lo stesso giovedì 17 agosto, a Vichy, Cecil von Renthe-Fink, ministro plenipotenziario tedesco, chiese a Pétain (ormai ottantottenne) di spostarsi nella zona nord, ma quest'ultimo rifiutò chiedendo una formulazione scritta di questa esigenza. La richiesta fu rinnovata per due volte il giorno successivo.
Il Sabato 19, alle 11.30, Cecil von Renthe-Fink ritornava all'hotel du Parc, residenza del maresciallo, accompagnato dal generale von Neubroon latore di «ordini formali di Berlino». Venne sottoposto a Pétain un testo che il maresciallo si rifiutò ancora di firmare; i tedeschi minacciarono allora di far intervenire la Wehrmacht per bombardare Vichy. Dopo aver preso a testimone l'ambasciatore svizzero, Walter Stucki, del ricatto di cui era oggetto, Pétain si sottomise.
Domenica 20 agosto 1944, i tedeschi trasferirono Pétain da Vichy al castello di Morvillars, vicino a Belfort.
Fin dalla sua partenza da Vichy il maresciallo, considerandosi prigioniero con i suoi ministri, decise per protesta di cessare le sue funzioni, Laval fece lo stesso, e così altri fedeli e collaboratori del regime di Vichy, come Joseph Darnand e parte della Milizia, o Marcel Déat che si trasferì a Nancy.
I rifiuti di Pétain e di Laval e il desiderio delle autorità tedesche di ottenere una soluzione formalmente legale, determinarono negoziati tra le autorità tedesche e diverse personalità di Vichy in un contesto di forti rivalità.

## Negoziati per un  nuovo governo
Le trattative si svolsero dal 23 agosto al 1º settembre 1944 a Steinort, villaggio della Prussia orientale, nel castello dove risiedeva Joachim von Ribbentrop, ministro degli esteri del Reich, vicino al quartier generale di Hitler, la Wolfsschanze. Fernand de Brinon, delegato generale di Vichy nella zona occupata, sembrava l'unico rappresentante legittimo del governo, ma i tedeschi lo vedevano solo come una soluzione transitoria. Marcel Déat, da Nancy, avrebbe desiderato istituire un governo «nazionalrivoluzionario» pro-tedesco. Jacques Doriot, con una parte dei suoi militanti del Partito Popolare Francese, si era rifugiato a Neustadt an der Weinstraße, nel Palatinato, presso il Gauleiter Josef Bürckel, sperandone il sostegno presso Hitler per l'instaurazione di un governo rivoluzionario e anticomunista.
Un primo incontro tra de Brinon e von Ribbentrop ebbe luogo il 23 agosto 1944 a Steinort. Il 25 agosto 1944, Brinon rifiutò un invito di Hitler a recarsi al suo quartier generale, ma inviò Paul Marion come suo rappresentante.

## Creazione della Commissione governativa
Il 6 settembre 1944 fu infine creata una Commissione governativa guidata da Fernand de Brinon. 
I componenti furono:
- Fernand de Brinon, presidente
- Joseph Darnand, segretario di Stato agli Interni
- Jean Luchaire, commissario all'informazione
- Eugène Bridoux, commissario ai prigionieri di guerra francesi
- Marcel Déat, ministro del Lavoro

Il 7 settembre, davanti all'avanzata alleata, Pétain e Laval, seguiti da una parte del regime di Vichy, furono trasferiti al castello di Sigmaringen , dove giunsero l'8 settembre.
Un migliaio di collaboratori del regime di Vichy e alcune centinaia di membri della milizia francese costituirono un'enclave francese nella città tedesca.
La Commissione governativa intendeva mantenere un'illusione di governo e di Stato con bandiere, bande, radio, giornali e francobolli; la rappresentazione durò fino all'aprile 1945. Pétain chiese ai tedeschi di rimuovere la bandiera francese issata sul castello
, 
rifiutò di esercitare qualsiasi funzione e di partecipare alle attività della Commissione governativa presieduta da Fernand de Brinon e si rinchiuse nei suoi appartamenti a preparare la propria difesa con l'aiuto del suo medico e consigliere, Bernard Ménétrel. Irritato dal rifiuto di Pétain di cooperare nel suo "governo", Brinon, con la complicità degli ufficiali tedeschi, fece arrestare Ménétrel e lo allontanò da Pétain mettendolo agli arresti domiciliari in una località vicina, contando che il maresciallo rivedesse la propria posizione, nella speranza di riavere il suo medico e confidente. Questa tattica fallirà e Pétain si isolerà ulteriormente.

## Attività della Commissione
Luchaire, commissario all'informazione, creò il quotidiano La France, che fu il giornale ufficiale della Commissione, e uscì dal 26 ottobre 1944  al 13 marzo 1945.
Darnand, poco a suo agio in questo contesto, tornò presto sul campo e partecipò ai combattimenti in Italia, durante i quali venne catturato. 
Eugène Bridoux partecipa solo raramente alla commissione. 
Marcel Déat fu l'unico membro della commissione a rivendicare il titolo di «ministro»: pubblicò diversi decreti su La France, articolò il suo gabinetto in diversi uffici e rivendicò la responsabilità della sorte dei lavoratori del "Servizio del lavoro obbligatorio"
 e dei prigionieri francesi in Germania.
Jacques Doriot fondò per parte sua un «Comitato di liberazione francese» l'8 gennaio 1945, poco prima di trovare la morte mitragliato da un aereo britannico.
Pétain, il suo seguito e i suoi ministri, sebbene «in sciopero», erano alloggiati nel castello di Sigmaringen. Tutti gli altri erano sistemati nei due alberghi della città 
.

## La fine
Già da febbraio le vittorie del generale de Lattre avevano scatenato il panico a Sigmaringen, spingendo gli esiliati a organizzarsi la fuga.
Il 21 aprile, il 1º corpo d'armata francese del generale Béthouart si trovava a Donaueschingen, a 60 km da Sigmaringen; de Lattre gli ordinò di prendere la città al più presto.
I tedeschi evacuarono all'alba Pétain, sua moglie e molti dei suoi collaboratori diretti a Wangen, a est del Lago di Costanza fino a Leutkirch im Allgäu. 
La mattina del 22 aprile, la 1ª divisione corazzata francese ricevette l'ordine di prendere d'assalto Sigmaringen, appoggiata da una compagnia di zuavi dell'ex Armée d'Afrique, insieme a una batteria di artiglieria e una sezione del genio. Le truppe francesi, comandate da Charles Vallin, trovarono solo una debole resistenza da parte dei tedeschi e di alcuni ex miliziani. La sera i tedeschi informarono Pétain che dovevano ripartire verso Bregenz, ma il maresciallo aveva scelto di aspettare gli Alleati e si rifiutò di lasciare la sua stanza.
Un funzionario tedesco gli propose allora di portarlo al confine svizzero, cosa che fu accettata sia da Pétain che dal Consiglio federale.
Il 23 aprile, Pétain, sua moglie e il seguito di una decina di persone presero la strada verso la Svizzera, ma non potendo attraversare di notte la frontiera, entrarono in Svizzera solo il giorno seguente; qui Pétain chiese di rientrare in Francia, e fu consegnato alle autorità francesi il 26 aprile, a Vallorbe. La domanda di asilo temporaneo in Svizzera di Laval fu respinta ed egli si rifugiò in Spagna.
Il 23 aprile 1945 la Commissione cessava di esistere con l'ingresso a Sigmaringen delle truppe del Governo provvisorio della Repubblica francese. 
Dei cinque membri della Commissione tre furono arrestati, processati e fucilati:
- Fernand de Brinon si rifugiò in un hotel vicino a Innsbruck. Arrestato dalle truppe americane, fu consegnato alle autorità francesi e trasferito a Parigi nel maggio 1945. Condannato a morte nel marzo 1947, fu giustiziato il 7 aprile nel penitenziario di Fresnes, la grazia gli fu rifiutata dal neoeletto presidente della Repubblica, Vincent Auriol.
- Jean Luchaire, rifugiatosi a Merano, nelle Alpi italiane, si arrese alla polizia militare americana durante l'occupazione della città, ma fu lasciato libero. Fu successivamente identificato da agenti francesi della sicurezza militare americana. Fu incarcerato a Milano per un mese e mezzo, poi trasferito in Francia nel carcere di Fresnes nel luglio 1945. Dopo aver cercato di ritardare il processo, fu condannato a morte il 23 gennaio 1946 e fucilato il 22 febbraio 1946 al forte di Montrouge, in Val-de_Marne, dopo aver chiesto inutilmente la grazia.
- Darnand fu condannato a morte il 3 ottobre 1945 e fucilato nel forte di Châtillon il 10 ottobre. Aveva scritto al generale de Gaulle per chiedere la grazia, non per sè ma per i suoi uomini della Milizia.

Gli ultimi due, benché condannati a morte, riuscirono a fuggire e moriranno in esilio, entrambi nel 1955:
- Eugène Bridoux fu arrestato dalle truppe americane nel maggio 1945. Riportato in Francia, fu internato al forte di Montrouge. Trasferito per motivi di salute all'ospedale di Val-de-Grâce a Parigi, fuggì in Spagna dove morì nel 1955. Era stato condannato a morte dalla Corte suprema di giustizia nel 1948.
- Marcel Déat, aiutato da ecclesiastici italiani, si nascose con la moglie in montagna, in Italia, poi a Genova e infine a Torino dove morì nel 1955. Era stato condannato a morte in contumacia nel giugno 1945.